# Quest to Learn
Quest to Learn ou Q2L é uma escola pública experimental na cidade de Nova York para estudantes entre o sexto ano do ensino fundamental e a terceira série do ensino médio. É a primeira escola do mundo que tem seu currículo baseado em Jogos.  Ela está localizada no Complexo Educacional Bayard Rustin (en:Educacional Bayard Rustin Complex), no bairro de Chelsea, em Manhattan.
A Q2L abriu suas portas no outono de 2009, depois de dois anos de elaboração de currículo e planejamento estratégico, comandados por uma comissão de educadores e criadores profissionais de jogos, e se tornou possível com o financiamento da Fundação McArthur (en:John D. and Catherine T. MacArthur Foundation) e da Fundação Bill e Melinda Gates. É administrada pelo Departamento de Educação de Nova York (en:New York City Department of Education) e em paralelo pelo Institute of Play (en:Institute of Play), encarregado pelo desenvolvimento do currículo e da grade escolar, conduzido por Katie Salen (en:Katie Salen), uma Designer de jogos com experiência acumulada de dez anos na indústria de jogos e pesquisadora líder na aprendizagem infantil por meio de jogos.

## História
Durante seis anos, a Game Designer Kate Salen, umas das fundadoras e autoras de diversos livros e artigos sobre games, acompanhou os estudos da Fundação MacArthur sobre como a mídia digital influenciava o aprendizado e a forma como isso impactava na interação desses jovens com o mundo.
Em 2006 a Fundação McArthur realizou um estudo voltado para modelos de ambientes de aprendizagem do Século XXI. Esse estudo analisou a necessidade das crianças que crescem no mundo digital, cheio de informações, valorizando a criatividade, inovação e desenvoltura. Em 2007, ainda dentro desse estudo, o tema Novas visões para Escolas Públicas, chamou a atenção do Institute of Play, uma organização não-governamental composta por um grupo de designers do GameLab liderados por Katie Salen, onde propuseram a criação de uma escola pública que teria todo seu conteúdo passado aos estudantes através de jogos.
O Institute of Play projetou a escola a partir do zero com uma equipe de professores, game designers e especialistas em currículo, rigorosamente baseadas em mais de 30 anos de ensino e pesquisa nos resultados da rede de pesquisa da Fundação MacArthur. 
A Quest to Learn começou com uma turma de sexta série no outono de 2009, e planeja acrescentar uma nova turma a cada ano, conforme os formandos no ano anterior forem avançando. Em 2012, a escola formou sua primeira turma de alunos da oitava série. Também em 2012, a escola acolheu sua primeira turma de alunos do nono ano. 
Atualmente, a Q2L, possui cerca de 360 alunos, de sexto a nono ano. 

## Currículo
Em muitos aspectos, o currículo é como o de qualquer outra escola – os alunos aprendem matemática, ciências, geografia, inglês, história, línguas estrangeiras, computação e artes em horários diferentes ao longo do dia.  Contudo é o modo como os alunos aprendem que é diferente: O modelo curricular imita os princípios de design de jogos enquadrando cada parte do currículo como uma missão que envolve estratégias de jogo, como colaboração, perfil de jogador e simulação. A escola incentiva a solução de problemas,  e é projetada para promover a aprendizagem de habilidades do século XXI, muitos especialistas dizem que são necessárias para a formação e uma carreira de sucesso, como o pensamento sistêmico, colaboração e alfabetização digital. Não só os alunos jogam os jogos nas salas de aula, aprendem a fazê-los, a fim de demonstrar os seus sistemas de habilidades de pensamento. 
Os jogos funcionam como sistemas de aprendizagem baseados em regras, criando mundos em que os jogadores participam ativamente, usando pensamento estratégico para fazer escolhas, resolver problemas complexos, buscar conhecimento do conteúdo, receber feedback constante, e considerar o ponto de vista dos outros. Como é o caso com muitos dos jogos disputados por jovens de hoje, a Q2L é projetada para permitir que os alunos "assumam" as identidades e comportamentos dos exploradores, matemáticos, historiadores, escritores e biólogos evolucionistas e como eles trabalham através de uma dinâmica. 
É importante lembrar que a Q2L não é uma escola cujo currículo é constituído pelos jogos de video games comerciais, mas sim uma escola que utiliza os princípios de design de jogos, para criar experiências de aprendizagem como se fosse em um jogo. Outras formas de mídia digital e jogos servem como uma ferramenta de auxílio. 
Os alunos não têm aula de Ciências e Matemática, o currículo é integrado e repensado como as pessoas viveriam esses conteúdos no mundo real, ou seja, um matemático não só faz contas, mas ele fala sobre matemática e lê sobre isso.  
Com o objetivo de forçar a criatividade e a resolução de problemas, a cada trimestre, os alunos encontram uma série de desafios cada vez mais complexos:
Ao longo de um trimestre, dentro das disciplinas de Matemática e Ciências, os alunos ajudam um cientista louco, perdido no interior do corpo humano. O sistema de navegação que ele encontra é relatar como esse cientista deverá fazer para retornar para seu laboratório de pesquisa, passando por diversos desafios, como se fossem os estágios de um jogo. 

## Princípios[4]

### Aprendizagem de projeto e inovação
Currículo baseado em padrões de busca, apoia estudantes em tornar-se solucionadores de problemas ativos e inovadores do século XXI. Nesta fase, o projeto é baseado na investigação, na medida em que os alunos imergem na resolução de problemas complexos,  onde são desafiados a inovar em torno de possíveis soluções. Mexer e construir uma teoria, são práticas críticas apoiadas em todo o currículo. Os alunos recebem o tempo, espaço e propósito de mexer com os sistemas (jogos, simulações, pequenas máquinas, sistemas sociais, ecologias, etc.) Ao fazer alterações em pequena escala de formas experimentais e dirigida, os alunos revelam modelo subjacente do sistema. Quebrando sistemas, a fim de descobrir novas maneiras de agir dentro delas é um dos componentes centrais dessa abordagem. Alunos mexem e teorizam como um método foi descoberto.

### Aprendizagem complexa (raciocínio sistêmico)
O objetivo pedagógico central é ajudar os alunos a aprender a raciocinar sobre o seu mundo. Raciocínio sistêmico, ou a capacidade de ver o mundo em termos de muitos sistemas inter-relacionados que o compõem, do biológico ao político.
Entendimentos duradouros incluem:
- Compreensão da dinâmica de feedback: a compreensão de que pequenas mudanças de nível pode afetar os processos macro-nível.
  - Compreensão da dinâmica do sistema: a compreensão das múltiplas relações (isto é dinâmico) dentro de um sistema.
  - Compreender dimensões ocultas de um sistema: a compreensão de que modificações em elementos do sistema pode levar a mudanças que não são facilmente reconhecíveis dentro de um sistema.
  - Compreensão da qualidade das relações dentro de um sistema: a compreensão quando um sistema está funcionando ou não está funcionando em níveis ideais.
  - Compreensão homológica: a compreensão de que a dinâmica de sistemas semelhantes podem existir em outros sistemas que podem parecer totalmente diferente.

### Aprendizagem para um pensamento crítico, bom senso e credibilidade
Um componente essencial do modelo de aprendizagem é ajudar as crianças a compreender muitas das consequências não intencionais que podem surgir como parte de sua participação e com o uso de mídias digitais. Os alunos irão aprender a julgar a credibilidade das informações retiradas de recursos on-line, por exemplo, e aprender a raciocinar e avaliar sobre o conteúdo. Eles vão aprender a gerir e sintetizar múltiplos fluxos de informação, a fim de evitar ser "sobrecarregados" com os dados. Eles vão aprender a ser pensadores críticos capazes de apreciar, debater e negociar os diferentes pontos de vista. Mais importante ainda, o currículo vai se concentrar em equipar os alunos com uma compreensão de novos modelos de cidadania, participação cívica e participação pública possível dentro do aprendizado de hoje.

### Aprendizagem utilizando uma metodologia de projeto
O currículo da Q2L cria contextos de feedback contínuo e reflexão. Esta abordagem cria oportunidades para que os alunos demonstrem e compartilhem seus conhecimentos com professores e colegas, bem como obter um feedback contínuo sobre o seu trabalho e ideias. Os alunos irão aprender sobre a forma como funcionam os sistemas e como eles podem ser modificados ou alterados. Através do projeto os alunos aprendem como num jogo a pensar analiticamente e de forma holística, para experimentar e testar teorias e considerar outras pessoas como parte dos sistemas que criam e vivem. Design de jogo serve como a pedagogia subjacente a este trabalho.

### Aprendizagem com tecnologia e ferramentas inteligentes
Dentro do currículo, os alunos aprendem a construir ferramentas inteligentes, ou "ferramentas para pensar." Essas ferramentas podem ser mapas, dicionários on-line, equações ou simulações em computador. Através destas ferramentas os alunos têm acesso ao feedback contínuo e transparente sobre o desempenho em relação aos objetivos de aprendizagem.
Preparação para a faculdade e mundo do trabalho
O currículo oferece diversas oportunidades para os alunos a experimentar e explorar potenciais futuros, apoiadas tanto por um programa da faculdade e estágios começando cedo na 8 ª série.

## Outros conceitos abordados[8]
No MissionLab, o professor é quem projeta, produz e desenvolve o jogo, juntamente com o Designer de jogos, dentro do conteúdo a ser trabalhado, como também outros materiais didáticos. 
Já no SMALLab, o objetivo é trazer o aprendizado para a vida, envolvendo as crianças em atividades físicas de forma divertida, trabalhos em equipe e resolução de problemas complexos.
Com o objetivo de estimular os alunos a expressarem sua criatividade e desenvolver habilidades, o Short Circuit, são aulas extraclasse que ocorrem duas vezes na semana e buscam trabalhar com mídias digitais, LEDs e linguagem de programação.
Outro componente também abordado é a Rede Social Educacional, conhecida como QLink, os alunos participam e continuam interagindo com os colegas e professores mesmo fora da sala de aula, postando dúvidas e até mesmo ideias de games elaborados por eles mesmos.
O MobileQuest, é talvez um dos maiores atrativos para os estudantes. Um acampamento de uma semana, onde os alunos da 6ª série exploram técnicas de Game Design e dispositivos móveis. Este componente compete trabalhar questões como alfabetização digital, resolução de problemas criativos e colaboração.

## Avaliação
Na QL2 existem várias formas de medir o progresso dos alunos. O primeiro deles é o mesmo exame padronizado por que todas as escolas públicas de Nova York passam. Também existem avaliações no fim de cada um dos desafios, nos quais os estudantes precisam produzir algo que vai dizer se eles desenvolveram as habilidade necessárias daquela atividade. Isso ajuda os professores, pais e as próprias crianças a observarem o seu progresso. Além disso, existem os embedded assessments (avaliações incorporadas) que ocorrem durante o processo de aprendizagem, de forma que muitas vezes os estudantes nem sabem que estão sendo avaliados. Nesse formato, os professores avaliam não só o que eles sabem mas também como usam seu conhecimento em ação.